# فردریک هامفریز
فردریک هامفریز (انگلیسی: Frederick Humphreys; ۲۸ ژانویهٔ ۱۸۷۸ – ۱۰ اوت ۱۹۵۴) کشتی‌گیر اهل بریتانیا بود.